# Кастел ди Лучо
Кастел ди Лучо (итал. Castel di Lucio) је насеље у Италији у округу Месина, региону Сицилија.
Према процени из 2011. у насељу је живело 1291 становника. Насеље се налази на надморској висини од 751 м.

## Становништво
| 1936. | 1951. | 1961. | 1971. | 1981. | 1991. | 2001. | 2011. |
| ----- | ----- | ----- | ----- | ----- | ----- | ----- | ----- |
| 2.280 | 2.355 | 2.290 | 1.757 | 1.783 | 1.751 | 1.561 | 1.366 |